# Захаромер
Захаромер, известен още като рефрактометър за захар е измерителен уред, с който лесно може да бъде измерено процентно съдържание на захарта в гроздов или друг плодов сок. Както професионалистите, така и любители винари знаят, че има пряка зависимост между количеството на наличната захар и качеството на виното. Захаромерът обезпечава качеството на крайния продукт, помагайки за стриктното проследяване и управление на ферментационните процеси.
Принципът на действие се основава на зависимостта на ъгъла на въртене на плоскостта на поляризация на светлината в оптически активни вещества от концентрацията на разтвора.
Захаромерите се предлагат под формата на различни разработки, като две основни групи са аналогови и дигитални захаромери. И двата вида се базират на свойството на светлинния лъч да се пречупва, преминавайки през концентрирани разтвори.
Аналоговият захаромер или още оптичният не изисква външно захранване, за да функционира. За да се получи отчитане на Brix за разтвор, няколко капки се поставят върху призмата, която се покрива с капак. След това захаромерът се доближава до окото, като се държи перпендикулярно на източник на светлина, която се пречупва в течността. Отчитането на Brix се прави там, където светлите и тъмните области се срещат по ска̀лата.
Захаромерът тип рефрактометър за разлика от старите стъклени захаромери (ареометри) притежава система за автоматична температурна компенсация (АТС). Тази система успява да компенсира разлики в температурата в диапазон от 10 до 30 оС.